# خميس الشمري
خميس الشماري (7 نوفمبر 1942 - 1 يناير 2024)، هو سياسي ودبلوماسي تونسي وناشط بارز في مجال حقوق الإنسان والديمقراطية. وأحد أبرز اليساريين. شغل عدة مناصب سياسية. انتخب عضوا بمجلس النواب عن الحركة الديمقراطية الاشتراكية من 1994 إلى 1996، كما شغل منصب سفير تونس لدى اليونسكو من 2011 إلى 2013. عرف بدفاعه عن حقوق الإنسان والديمقراطية حيث شغل منصب الأمين العام للرابطة التونسية للدفاع عن حقوق الإنسان ثم نائبا للرئيس من 1981 إلى 1994، وهو عضو مؤسس في المعهد العربي لحقوق الإنسان.
وبسبب مواقفه النضالية، تعرض للسجن عدة مرات في عهد الرئيسين السابقين الحبيب بورقيبة وزين العابدين بن علي.
تخرج في الاقتصاد وعلم الاجتماع, وقام منذ عام 1963 خلال مؤتمر في فلورنسا بحملة من أجل السلام في الشرق الأوسط من خلال الحوار بين اليهود والمسلمين.

## الجوائز والأوسمة
- وسام الاستحقاق الوطني للجمهورية التونسية “تقديرا لمسيرته النضالية ولمساهمته في الدفاع عن حقوق الإنسان”. حقوق الإنسان وترسيخ المبادئ الديمقراطية”.
- “الجائزة الدولية للجنة الاستشارية الفرنسية لحقوق الإنسان” في عام 1990.
- جائزة نورمبرغ الدولية لحقوق الإنسان في عام 1997.